# Iván Zamorano
Pour les articles homonymes, voir Zamorano.
Iván Zamorano, né le 18 janvier 1967 à Maipú (Chili), est un footballeur international chilien.

## Biographie
Né en 1967 , il commence sa carrière de footballeur lors de la saison 1984-1985, avec le club de Cobresal. L'année suivante, il est prêté au CD Trasandino (en) où il remporte le championnat de deuxième division chilienne (en).
Remarqué lors de son passage en Suisse où il fut meilleur buteur en 1990, il signa pour l'équipe du FC Séville, devenant l'idole du club andalou. Le Real Madrid l'engage par la suite et il est le seul à surnager dans une formation à la poursuite du grand Barça de Johan Cruyff. La saison 1994-1995 marque le retour du Real qui gagne le championnat grâce à un football offensif, guidé par le jeu clairvoyant de Michael Laudrup, l'éclosion de Raúl González et les talents de finisseur de Zamorano. On gardera en tête un mémorable 5-0 infligé au Barça, avec un triplé du Chilien.

Il rejoindra en 1996 la constellation de stars de l'Inter Milan où il palliera souvent les absences de Ronaldo. Il gagne la Coupe UEFA contre la Lazio Rome en 1998, effaçant ainsi l'échec de l'année précédente contre Schalke 04.
Formant avec Marcelo Salas un redoutable duo d'attaque, il a notamment contribué à hisser l'équipe nationale du Chili jusqu'en huitième de finale de la Coupe du monde 1998.
Iván Zamorano prit sa retraite internationale le 1er septembre 2001 à l'occasion d'un match face à l'équipe de France gagné 2 buts à 1 au Stade National de Santiago. Sorti avant la fin du match sous les acclamations de tout le public, il ne put laisser échapper quelques larmes de tristesse. 
Lorsque Ronaldo intègre l'Inter Milan, il doit lui céder son numéro 9. Sandro Mazzola lui conseille alors de choisir deux chiffres dont la somme fait 9. Avec l'accord de Massimo Moratti et de la Fédération italienne de football, il opte pour le no 18 en ajoutant un « + » entre les deux chiffres,.

## Parcours actuel
En plus de la gestion de son image et de son patrimoine (réparti entre investissements immobiliers et dans les entreprises et la Fundación Iván Zamorano), Iván Zamorano est actuellement[Quand ?] l'entraîneur adjoint de l'équipe nationale du Chili des moins de 18 ans.

## Style de jeu
Surnommé l'hélicoptère en raison de sa détente, il est considéré comme un des meilleurs joueurs de tête de l'histoire du football.

## Vie privée
Marié à l'ancienne mannequin argentin María Alberó, il a trois enfants.

## Statistiques

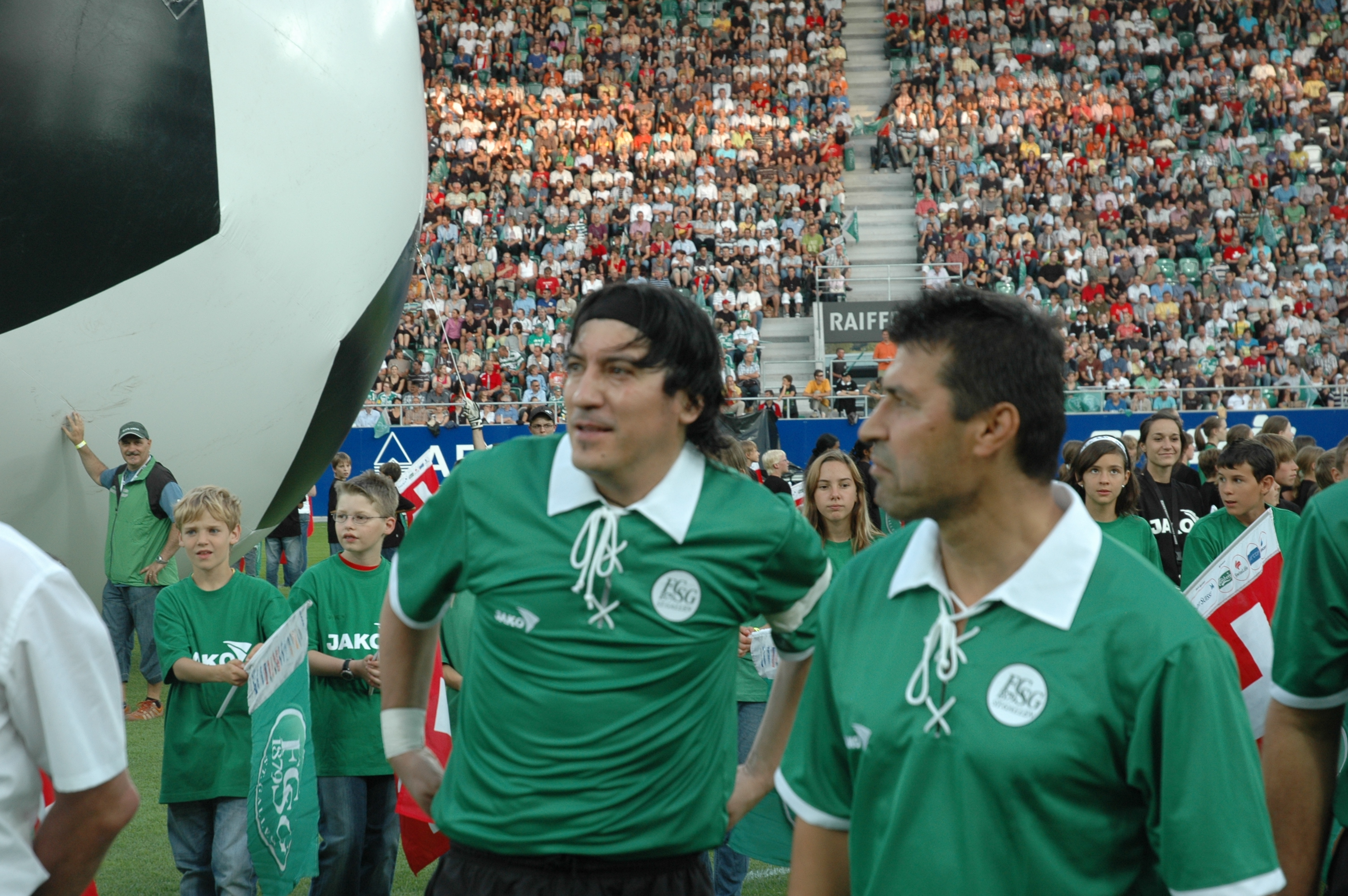
Iván Zamorano en 2008, avec le maillot du FC Saint-Gall, le premier club européen dans lequel il a joué.

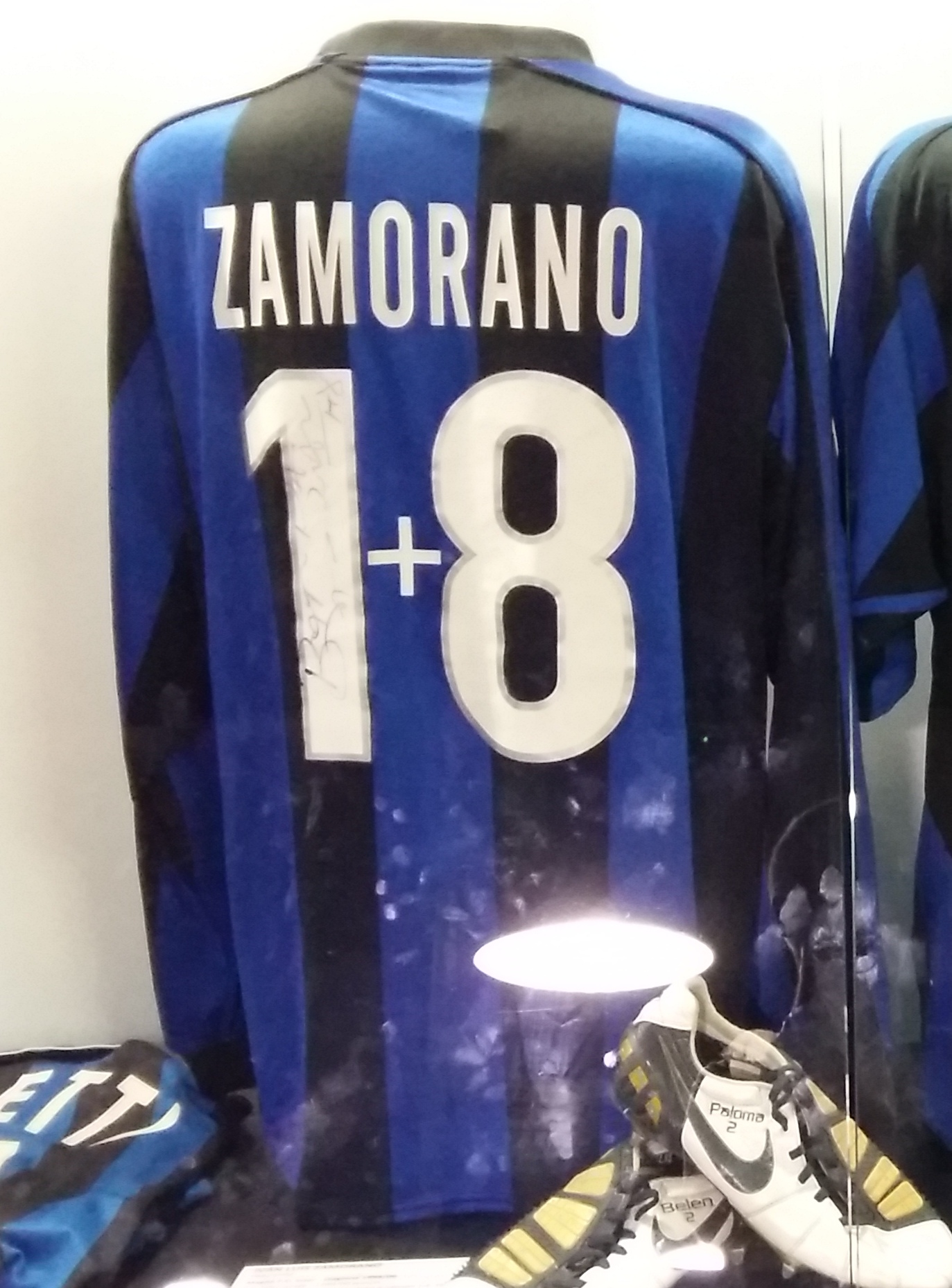
Le maillot d'Iván Zamorano à l'Inter Milan, avec le 1 + 8.

### En club
| Club                                | Saison                              | Championnat                         | Championnat | Championnat | Coupe   | Coupe | Continent | Continent | Total   | Total |
| Club                                | Saison                              | Division                            | Matches     | Buts        | Matches | Buts  | Matches   | Buts      | Matches | Buts  |
| ----------------------------------- | ----------------------------------- | ----------------------------------- | ----------- | ----------- | ------- | ----- | --------- | --------- | ------- | ----- |
| Cobresal                            | 1985                                | Primera División                    | 2           | 0           |         |       |           |           | 2       | 0     |
| Cobresal                            | 1986                                | Primera División                    |             |             | 3       | 1     |           |           | 3       | 1     |
| Cobresal                            | Total                               |                                     |             |             |         |       |           |           |         |       |
| Trasandino                          | 1986                                | Segunda División                    | 29          | 27          |         |       |           |           | 29      | 27    |
| Cobresal                            | 1987                                | Primera División                    | 29          | 8           | 14      | 13    |           |           | 43      | 21    |
| Cobresal                            | 1988                                | Primera División                    |             |             | 14      | 14    |           |           | 14      | 14    |
| Cobresal                            | Total                               |                                     |             |             |         |       |           |           |         |       |
| Saint-Gall                          | 1988–89                             | Super League                        | 17          | 10          | 1       | 0     |           |           | 18      | 10    |
| Saint-Gall                          | 1989–90                             | Super League                        | 33          | 23          | 4       | 3     |           |           | 33      | 26    |
| Saint-Gall                          | 1990–91                             | Super League                        | 6           | 1           |         |       |           |           | 6       | 1     |
| Saint-Gall                          | Total                               | Total                               | 56          | 34          | 5       | 3     |           |           |         |       |
| FC Séville                          | 1990–91                             | La Liga                             | 29          | 9           | 2       | 1     | 0         | 0         | 31      | 10    |
| FC Séville                          | 1991–92                             | La Liga                             | 30          | 12          | 2       | 1     | 0         | 0         | 32      | 13    |
| FC Séville                          | Total                               | Total                               | 59          | 21          | 4       | 2     | 0         | 0         | 65      | 23    |
| Real Madrid                         | 1992–93                             | La Liga                             | 34          | 26          | 4       | 6     | 7         | 5         | 45      | 37    |
| Real Madrid                         | 1993–94                             | La Liga                             | 36          | 11          | 6       | 4     | 4         | 2         | 46      | 17    |
| Real Madrid                         | 1994–95                             | La Liga                             | 38          | 28          | 3       | 0     | 5         | 3         | 46      | 31    |
| Real Madrid                         | 1995–96                             | La Liga                             | 29          | 12          | 2       | 0     | 5         | 4         | 36      | 16    |
| Real Madrid                         | Total                               | Total                               | 137         | 77          | 15      | 10    | 21        | 14        | 173     | 101   |
| Inter Milan                         | 1996–97                             | Serie A                             | 31          | 7           | 6       | 4     | 10        | 2         | 47      | 13    |
| Inter Milan                         | 1997–98                             | Serie A                             | 13          | 2           | 2       | 0     | 5         | 2         | 20      | 4     |
| Inter Milan                         | 1998–99                             | Serie A                             | 25          | 9           | 10      | 3     | 3         | 2         | 38      | 14    |
| Inter Milan                         | 1999–00                             | Serie A                             | 30          | 7           | 5       | 1     | –         | –         | 35      | 8     |
| Inter Milan                         | 2000–01                             | Serie A                             | 2           | 1           | 2       | 0     | 4         | 0         | 8       | 1     |
| Inter Milan                         | Total                               | Total                               | 101         | 25          | 18      | 7     | 19        | 12        |         |       |
| Club América                        | 2000–01                             | Primera División                    | 17          | 11          |         |       |           |           | 17      | 11    |
| Club América                        | 2001–02                             | Primera División                    | 35          | 18          |         |       | 4         | 0         | 39      | 18    |
| Club América                        | 2002–03                             | Primera División                    | 11          | 4           |         |       |           |           | 11      | 4     |
| Club América                        | Total                               | Total                               | 63          | 33          |         |       | 4         | 0         |         |       |
| Colo-Colo                           | 2003                                | Primera División                    | 14          | 8           |         |       |           |           | 14      | 8     |
| Total sur l'ensemble de la carrière | Total sur l'ensemble de la carrière | Total sur l'ensemble de la carrière | 490         | 233         | 73      | 50    | 44        | 26        | 612     | 348   |

### En sélection nationale
| Saison                | Sélection             | Phases finales        | Phases finales | Phases finales | Phases finales | Éliminatoires CDM | Éliminatoires CDM | Éliminatoires CDM | Matchs amicaux | Matchs amicaux | Matchs amicaux | Total | Total | Total |
| Saison                | Sélection             | Compétition           | M              | B              | Pd             | M                 | B                 | Pd                | M              | B              | Pd             | M     | B     | Pd    |
| --------------------- | --------------------- | --------------------- | -------------- | -------------- | -------------- | ----------------- | ----------------- | ----------------- | -------------- | -------------- | -------------- | ----- | ----- | ----- |
| 1986-1987             | Chili                 | Copa América 1987     | 1              | 0              | 0              | -                 | -                 | -                 | 3              | 1              | 0              | 4     | 1     | 0     |
| 1987-1988             | Chili                 | -                     | -              | -              | -              | -                 | -                 | -                 | 6              | 0              | 0              | 6     | 0     | 0     |
| 1989-1990             | Chili                 | -                     | -              | -              | -              | 2                 | 1                 | 0                 | -              | -              | -              | 2     | 1     | 0     |
| 1990-1991             | Chili                 | Copa América 1991     | 7              | 5              | 2              | -                 | -                 | -                 | 2              | 1              | 0              | 9     | 6     | 2     |
| 1992-1993             | Chili                 | Copa América 1993     | 1              | 0              | 0              | -                 | -                 | -                 | -              | -              | -              | 1     | 0     | 0     |
| 1993-1994             | Chili                 | -                     | -              | -              | -              | -                 | -                 | -                 | 2              | 2              | 0              | 2     | 2     | 0     |
| 1994-1995             | Chili                 | Copa América 1995     | -              | -              | -              | -                 | -                 | -                 | 1              | 1              | 1              | 1     | 1     | 1     |
| 1995-1996             | Chili                 | -                     | -              | -              | -              | 2                 | 2                 | 0                 | 2              | 2              | 0              | 4     | 4     | 0     |
| 1996-1997             | Chili                 | Copa América 1997     | -              | -              | -              | 8                 | 10                | 2                 | 1              | 0              | 0              | 9     | 10    | 2     |
| 1997-1998             | Chili                 | Coupe du monde 1998   | 4              | 0              | 0              | -                 | -                 | -                 | 4              | 2              | 0              | 8     | 2     | 0     |
| 1998-1999             | Chili                 | Copa América 1999 4e  | 6              | 3              | 0              | -                 | -                 | -                 | 2              | 0              | 0              | 8     | 3     | 0     |
| 1999-2000             | Chili                 | -                     | -              | -              | -              | 6                 | 3                 | 0                 | -              | -              | -              | 6     | 3     | 0     |
| 2000-2001             | Chili                 | Copa América 2001     | -              | -              | -              | 6                 | 1                 | 1                 | 2              | 0              | 0              | 8     | 1     | 1     |
| 2001-2002             | Chili                 | -                     | -              | -              | -              | -                 | -                 | -                 | 1              | 0              | 1              | 1     | 0     | 1     |
| Total sur la carrière | Total sur la carrière | Total sur la carrière | 19             | 8              | 2              | 24                | 17                | 3                 | 26             | 9              | 2              | 69    | 34    | 7     |

### Buts internationaux
| Buts en sélection de Iván Zamorano | Buts en sélection de Iván Zamorano | Buts en sélection de Iván Zamorano                   | Buts en sélection de Iván Zamorano | Buts en sélection de Iván Zamorano | Buts en sélection de Iván Zamorano | Buts en sélection de Iván Zamorano      |
| #                                  | Date                               | Lieu                                                 | Adversaire                         | Score                              | Résultats                          | Compétitions                            |
| ---------------------------------- | ---------------------------------- | ---------------------------------------------------- | ---------------------------------- | ---------------------------------- | ---------------------------------- | --------------------------------------- |
| 1                                  | 19 juin 1987                       | Estadio Nacional, Lima                               | Pérou                              | 3-1                                | 3-1                                | Match amical                            |
| 2                                  | 6 août 1989                        | Stade Brígido Iriarte, Caracas                       | Venezuela                          | 3-1                                | 3-1                                | Éliminatoires de la Coupe du monde 1990 |
| 3                                  | 30 juin 1991                       | Estadio Nacional de Chile, Santiago                  | Équateur                           | 2-0                                | 3-1                                | Match amical                            |
| 4                                  | 6 juillet 1991                     | Estadio Nacional de Chile, Santiago                  | Venezuela                          | 2-0                                | 2-0                                | Copa América 1991                       |
| 5                                  | 8 juillet 1991                     | Estadio Municipal de Concepción, Concepción          | Pérou                              | 3-1                                | 4-2                                | Copa América 1991                       |
| 6                                  | 8 juillet 1991                     | Estadio Municipal de Concepción, Concepción          | Pérou                              | 4-2                                | 4-2                                | Copa América 1991                       |
| 7                                  | 14 juillet 1991                    | Estadio Nacional de Chile, Santiago                  | Paraguay                           | 2-0                                | 4-0                                | Copa América 1991                       |
| 8                                  | 17 juillet 1991                    | Estadio Nacional de Chile, Santiago                  | Colombie                           | 1-1                                | 1-1                                | Copa América 1991                       |
| 9                                  | 22 mars 1994                       | Stade de Gerland, Lyon                               | France                             | 1-1                                | 1-3                                | Match amical                            |
| 10                                 | 25 mai 1994                        | Estadio Nacional de Chile, Santiago                  | Pérou                              | 2-1                                | 2-1                                | Match amical                            |
| 11                                 | 20 mars 1995                       | Los Angeles Memorial Coliseum, Los Angeles           | Mexique                            | 1-0                                | 2-1                                | Match amical                            |
| 12                                 | 23 avril 1996                      | Estadio Regional de Antofagasta, Antofagasta         | Australie                          | 1-0                                | 3-0                                | Match amical                            |
| 13                                 | 23 avril 1996                      | Estadio Regional de Antofagasta, Antofagasta         | Australie                          | 3-0                                | 3-0                                | Match amical                            |
| 14                                 | 6 juillet 1996                     | Estadio Nacional de Chile, Santiago                  | Équateur                           | 1-0                                | 4-1                                | Éliminatoires de la Coupe du monde 1998 |
| 15                                 | 6 juillet 1996                     | Estadio Nacional de Chile, Santiago                  | Équateur                           | 4-1                                | 4-1                                | Éliminatoires de la Coupe du monde 1998 |
| 16                                 | 1er septembre 1996                 | Stade Metropolitano Roberto Meléndez, Barranquilla   | Colombie                           | 1-4                                | 1-4                                | Éliminatoires de la Coupe du monde 1998 |
| 17                                 | 12 janvier 1997                    | Estadio Nacional, Lima                               | Pérou                              | 1-2                                | 1-2                                | Éliminatoires de la Coupe du monde 1998 |
| 18                                 | 29 avril 1997                      | Estadio Monumental David Arellano, Santiago          | Venezuela                          | 1-0                                | 6-0                                | Éliminatoires de la Coupe du monde 1998 |
| 19                                 | 29 avril 1997                      | Estadio Monumental David Arellano, Santiago          | Venezuela                          | 2-0                                | 6-0                                | Éliminatoires de la Coupe du monde 1998 |
| 20                                 | 29 avril 1997                      | Estadio Monumental David Arellano, Santiago          | Venezuela                          | 3-0                                | 6-0                                | Éliminatoires de la Coupe du monde 1998 |
| 21                                 | 29 avril 1997                      | Estadio Monumental David Arellano, Santiago          | Venezuela                          | 4-0                                | 6-0                                | Éliminatoires de la Coupe du monde 1998 |
| 22                                 | 29 avril 1997                      | Estadio Monumental David Arellano, Santiago          | Venezuela                          | 6-0                                | 6-0                                | Éliminatoires de la Coupe du monde 1998 |
| 23                                 | 5 juillet 1997                     | Estadio Nacional de Chile, Santiago                  | Colombie                           | 4-1                                | 4-1                                | Éliminatoires de la Coupe du monde 1998 |
| 24                                 | 20 juillet 1997                    | Estadio Nacional de Chile, Santiago                  | Paraguay                           | 1-0                                | 2-1                                | Éliminatoires de la Coupe du monde 1998 |
| 25                                 | 20 juillet 1997                    | Estadio Nacional de Chile, Santiago                  | Paraguay                           | 2-0                                | 2-1                                | Éliminatoires de la Coupe du monde 1998 |
| 26                                 | 24 mai 1998                        | Estadio Nacional de Chile, Santiago                  | Uruguay                            | 1-0                                | 2-2                                | Match amical                            |
| 27                                 | 31 mai 1998                        | Stade Alexandre Tropenas, Montélimar                 | Tunisie                            | 3-2                                | 3-2                                | Match amical                            |
| 28                                 | 3 juillet 1999                     | Estadio Antonio Oddone Sarubbi, Ciudad del Este      | Venezuela                          | 1-0                                | 3-0                                | Copa América 1999                       |
| 29                                 | 11 juillet 1999                    | Estadio Feliciano Cáceres, Luque                     | Colombie                           | 3-2                                | 3-2                                | Copa América 1999                       |
| 30                                 | 13 juillet 1999                    | Estadio Defensores del Chaco, Asuncion               | Uruguay                            | 1-1                                | 1-1 a.p. 3-5 t.a.b.                | Copa América 1999                       |
| 31                                 | 3 juin 2000                        | Estadio Centenario, Montevideo                       | Uruguay                            | 1-1                                | 1-2                                | Éliminatoires de la Coupe du monde 2002 |
| 32                                 | 29 juin 2000                       | Estadio Nacional de Chile, Santiago                  | Paraguay                           | 3-1                                | 3-1                                | Éliminatoires de la Coupe du monde 2002 |
| 33                                 | 25 juillet 2000                    | Estadio Polideportivo de Pueblo Nuevo, San Cristóbal | Venezuela                          | 2-0                                | 2-0                                | Éliminatoires de la Coupe du monde 2002 |
| 34                                 | 15 août 2000                       | Estadio Nacional de Chile, Santiago                  | Brésil                             | 2-0                                | 3-0                                | Éliminatoires de la Coupe du monde 2002 |

## Palmarès
Avec le CD Trasandino (en) :
- Champion de deuxième division chilienne (en) en 1985 (en)

Avec le Real Madrid : 
- Champion d'Espagne en 1995
- Vainqueur de la Coupe d'Espagne en 1993
- Vainqueur de la Supercoupe d'Espagne en 1993

Avec l'Inter Milan :
- Vainqueur de la Coupe UEFA en 1998.
- Finaliste de la Coupe d'Italie en 2000
- Finaliste de Coupe de l'UEFA en 1997

Avec la sélection du  Chili :
- Médaille de Bronze aux Jeux olympiques de Sydney en 2000

## Distinctions
- Meilleur buteur du Championnat d'Espagne (Pichichi) : 1995 (27 buts).
- Meilleur joueur étranger de la Liga : 1995 (Prix Don Balón)
- Meilleur buteur des Jeux olympiques de Sydney en 2000 (6 buts).